# Les Scouts de Beverly Hills
Pour plus de détails, voir Fiche technique et Distribution.
Les Scouts de Beverly Hills (Troop Beverly Hills) est un film américain réalisé par Jeff Kanew, sorti en 1989.

## Synopsis
Phyllis Nefler, une femme mondaine de Beverly Hills récemment divorcée veut prouver à son ex-mari et à elle-même qu'elle peut prendre ses responsabilités en encadrant la troupe de scouts de sa fille Hannah.

## Fiche technique
- Titre : Les Scouts de Beverly Hills
- Titre original : Troop Beverly Hills
- Réalisation : Jeff Kanew
- Scénario : Ava Ostern Fries, Pamela Norris et Margaret Oberman
- Musique : Randy Edelman
- Photographie : Donald E. Thorin
- Montage : Mark Melnick
- Production : Ava Ostern Fries
- Société de production : Fries Entertainment, Avanti Film Productions et (Avanti)
- Société de distribution : Columbia TriStar Films (France) et Columbia Pictures (États-Unis)
- Pays :  États-Unis
- Genre : Aventure et comédie
- Durée : 105 minutes
- Dates de sortie : 
  -  États-Unis : 24 mars 1989
  -  France : 6 janvier 1990

## Distribution
- Shelley Long : Phyllis Nefler
- Craig T. Nelson : Freddy Nefler
- Betty Thomas : Velda Plendor
- Mary Gross : Annie Herman
- Stephanie Beacham : Vicki Sprantz
- Audra Lindley : Frances Temple
- Edd Byrnes : Ross Coleman
- Ami Foster : Claire Sprantz
- Carla Gugino : Chica Barnfell
- Heather Hopper : Tessa DiBlasio
- Kellie Martin : Emily Coleman
- Emily Schulman : Tiffany Honigman
- Tasha Scott : Jasmine Shakar
- Aquilina Soriano : Lily Marcigan
- Jenny Lewis : Hannah Nefler
- David Gautreaux : M. DiBlasio
- Karen Kopins : Lisa
- Dinah Lacey : Cleo Plendor
- Shelley Morrison : Rosa, la domestique
- David Wohl : Dr. Honigman
- Tori Spelling : Jamie, la plume rouge
- Dan Ziskie : Arthur Barnfell
- Jan Bina : Freida
- Kathleen Bradley : Mme. Shakar
- George Christy : Patrika Darbo
- Nancy Fish : Mme. Grundman
- Annette Funicello : Pamela Galloway
- Willie Garson : Bruce
- James Haake : Henri
- Alvin Ing : Ho
- Joyce Brothers : elle-même
- Kareem Abdul-Jabbar : lui-même
- Frankie Avalon : lui-même
- Robin Leach : lui-même
- Cheech Marin : lui-même

## Accueil
Le film a reçu un accueil défavorable de la critique. Il obtient un score moyen de 32 % sur Metacritic.